# Apoclea helvipes
Apoclea helvipes là một loài ruồi trong họ Asilidae. Apoclea helvipes được Loew miêu tả năm 1873. Loài này phân bố ở vùng Cổ Bắc giới.